# Poids léger
Poids léger è un film del 2004 diretto da Jean-Pierre Améris e tratto dal romanzo Peso leggero di Olivier Adam
Venne presentato in anteprima al Festival di Cannes 2004.

## Trama
Il giovane Antoine, di giorno lavora in un'agenzia di pompe funebri e la notte fa il pugile. Dopo aver conosciuto una ragazza, Su, si innamora do lei e la mette incinta.

## Accoglienza

### Botteghino
Girato con un budget pari a 2,2 milioni di dollari, il film ne ha incassati 155.000.

## Riconoscimenti
- 2004 - Festival di Cannes[1]
  - Nomination Premio Un Certain Regard